# Żelazna (Choczewo)
Żelazna (deutsch Zelasen, seit 29. Dezember 1937 Hohenwaldheim) ist ein Dorf in der polnischen Woiwodschaft Pommern. Es ist dem Verwaltungsbezirk Landgemeinde Choczewo (Chottschow) im Powiat Wejherowski (Neustädter Kreis) angegliedert.

## Geographische Lage
Das Dorf liegt in Hinterpommern, etwa 20 Kilometer nordnordöstlich der Stadt Lauenburg in Pommern und 20 Kilometer ostsüdöstlich der Stadt Leba, rechts des Flüsschens Chaust.

Zalesen, nordnordöstlich von Lauenburg in Pommern, südöstlich der Dünenformation Große Wollsäcke (Gr. Wollsäcke), rechts des Flüsschens Chaust und ostsüdöstlich der Stadt Leba, auf einer Landkarte von 1910

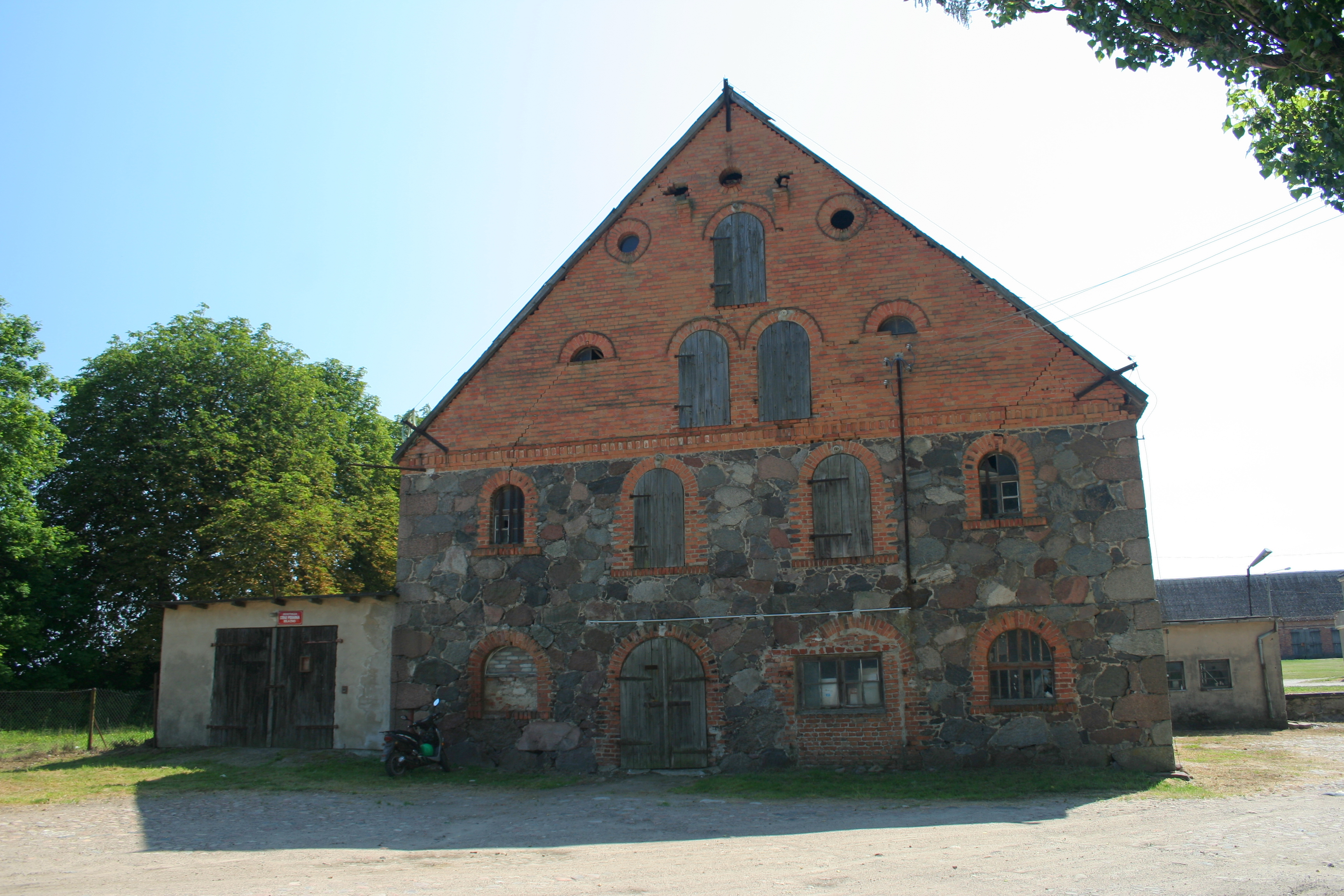
Altes Feuerwehrhaus (2010)

## Geschichte
Um 1780 hatte Zelasen sechs adlige Vorwerke, eine Wassermühle und 14 Feuerstellen; das benachbarte adlige Gut Prebendow hatte ein Vorwerk, drei Bauernstellen, drei Kossäten, eine Schmiede, einen Schulmeister und zehn Feuerstellen.
Am 1. April 1927 hatte das Gut Zelasen eine Flächengröße von 676 Hektar, und am 16. Juni 1925 hatte der Gutsbezirk Zelasen 237 Einwohner. Zu den gleichen Zeiten hatte der benachbarte Gutsbezirk Prebendow eine Flächengröße von 538 Hektar und 205 Einwohner. Am 30. September 1928 wurden die Gutsbezirke Prebendow und Zelasen zur Landgemeinde Zelasen zusammengeschlossen.
Anfang der 1930er Jahre hatte die Landgemeinde Zelasen eine Flächengröße von 12,2 km². Innerhalb der Gemeindegrenzen standen insgesamt 32 bewohnte Wohnhäuser an vier verschiedenen Wohnstätten:
1. Mühle Zelasen
2. Prebendow
3. Vorwerk Prebendow
4. Zelasen

Am 29. Dezember 1937 erfolgte die Umbenennung der Gemeinde Zelasen in Hohenwaldheim.
Bis 1945 bildete Hohenwaldheim eine Landgemeinde im Landkreis Lauenburg i. Pom., Regierungsbezirk Köslin der preußischen Provinz Pommern des Deutschen Reichs. Hohenwaldheim war Amtssitz des Amtsbezirks Hohenwaldheim.
Gegen Ende des Zweiten Weltkriegs wurde die Region Anfang März 1945 von der Roten Armee besetzt. Bald darauf wurde Hinterpommern zusammen mit Westpreußen und der südlichen Hälfte Ostpreußens von der Sowjetunion der Volksrepublik Polen zur Verwaltung überlassen. Es begann danach die Zuwanderung polnischer Zivilisten, von denen die einheimischen Dorfbewohner aus ihren Häusern und Gehöften gedrängt wurden. Hohenwaldheim wurde unter der polonisierten Ortsbezeichnung ‚Żelazna‘ verwaltet. In der Folgezeit wurden die einheimischen Dorfbewohner von der polnischen Administration aus Hohenwaldheim vertrieben.
Die Ortschaft ist heute Teil der Gmina Choczewo im Powiat Wejherowski (Powiat Neustadt in Westpreußen) der Woiwodschaft Pommern (1975–1998 der Woiwodschaft Danzig).

### Demographie
| Jahr | Einwohner | Anmerkungen                                             |
| ---- | --------- | ------------------------------------------------------- |
| 1818 | 101       | Dorf mit Wassermühle, adlige Besitzung                  |
| 1852 | 201       | Dorf                                                    |
| 1925 | 442       | darunter 418 Evangelische, 12 Katholiken und vier Juden |
| 1933 | 358       | [ 9 ]                                                   |
| 1939 | 335       | [ 9 ]                                                   |

## Kirche

### Kirchspiel bis 1945
Die hier vor 1945 lebenden Dorfbewohner gehörten mit großer Mehrheit der evangelischen Konfession an. Das evangelische Kirchspiel war in Ossecken.
Das katholische Kirchspiel war in Wierschutzin.

### Polnisches Kirchspiel seit 1945
Die seit 1945 nach der Vertreibung der einheimischen Dorfbewohner anwesende polnische Einwohnerschaft ist größtenteils katholisch.
Hier lebende evangelische Polen sind dem Pfarramt in Stolp in der Diözese Pommern-Großpolen der Evangelisch-Augsburgischen Kirche in Polen zugeordnet, das eine gottesdienstliche Außenstation in Lauenburg i. Pom. unterhält.